# 因多鎮區
因多鎮區為緬甸實皆省傑沙縣的鎮區。2014年人口120,266人，區域面積1,887.5平方公里。因多為該鎮區之首府。

## 外部連結
- Maplandia World Gazetteer（页面存档备份，存于） - map showing the township boundary